# Stary cmentarz żydowski w Augustowie
Stary cmentarz żydowski w Augustowie – cmentarz żydowski przy ul. Wilczej (późniejsza ul. Polna) w Augustowie. Założony w XVII wieku i wykorzystywany do XIX wieku.
Nie zachowały się żadne nagrobki ani pozostałości cmentarza. W 1800 władze pruskie założyły nowy cmentarz żydowski na piaszczystych wydmach nad rzeką Netta na zachód od obecnego cmentarza parafialnego.